# Карфилли (сыр)
Карфилли или кайрфилли (англ. Caerphilly) — полутвёрдый английский сыр, изготавливаемый из пастеризованного коровьего молока в Великобритании.

## История
Сыр карфилли появился в 1830 году в городе Кайрфилли в Уэльсе. Рецепт сыра был разработан специально для местных шахтёров по образцу других популярных видов сыра — ланкашира, чешира и уэнслидейла. Сыр карфилли отличался питательными свойствами и служил ежедневным обедом для шахтёров. В XX веке основной объём сыра стали производить на территории Англии. В 1940-х годах произошёл спад производства, затем оно возобновилось в графствах Уилтшир и Сомерсет. Сыр карфилли, который по окончании войны производили на заводах, отличался от довоенных фермерских рецептов. На созревание такого сыра требовалось меньше времени, его текстура была более плотной, чем у сыров, производимых фермерами. Сейчас существует один производитель в небольшом городке на территории Уэльса, который варит сыр в первоначальном виде по рецептам XIX века. Этот сыр отличается сливочным вкусом и мягкой структурой.

## Описание
Считается, что сыр карфилли пригоден в еду после 7-дневной выдержки. Молодой сыр отличается ломкой текстурой, корочкой бледного желтоватого цвета с небольшим количеством налёта и плотной консистенцией. У молодого сыра кисловатый и солоноватый привкус. Если сыр карфилли выдерживать от 3 до 12 месяцев, его корочка покроется налётом плесени, станет плотнее, твёрже и приобретёт коричневый цвет. Карфилли хорошо плавится. Головка сыра весит от 700 граммов до двух килограммов. Этот вид сыра часто подают с элем, молодым бургундским вином, с тостами.